# 206 Hersilia
Hersilia (asteroide 206) é um asteroide da cintura principal com um diâmetro de 113 quilómetros, a 2,62845743 UA. Possui uma excentricidade de 0,04084628 e um período orbital de 1 656,96 dias (4,54 anos).
Hersilia tem uma velocidade orbital média de 17,9922873 km/s e uma inclinação de 3,78030684º.
Este asteroide foi descoberto em 13 de Outubro de 1879 por Christian Peters.
Este asteroide recebeu este nome em homenagem à heroína Hersília da mitologia grega.